# Christopher Robin Milne
Christopher Robin Milne (Chelsea, 21 agosto 1920 – Totnes, 20 aprile 1996) è stato uno scrittore e libraio britannico, noto per essere stato fonte di ispirazione per suo padre, lo scrittore Alan Alexander Milne, per il personaggio di Christopher Robin nelle storie di Winnie-the-Pooh.

## Biografia

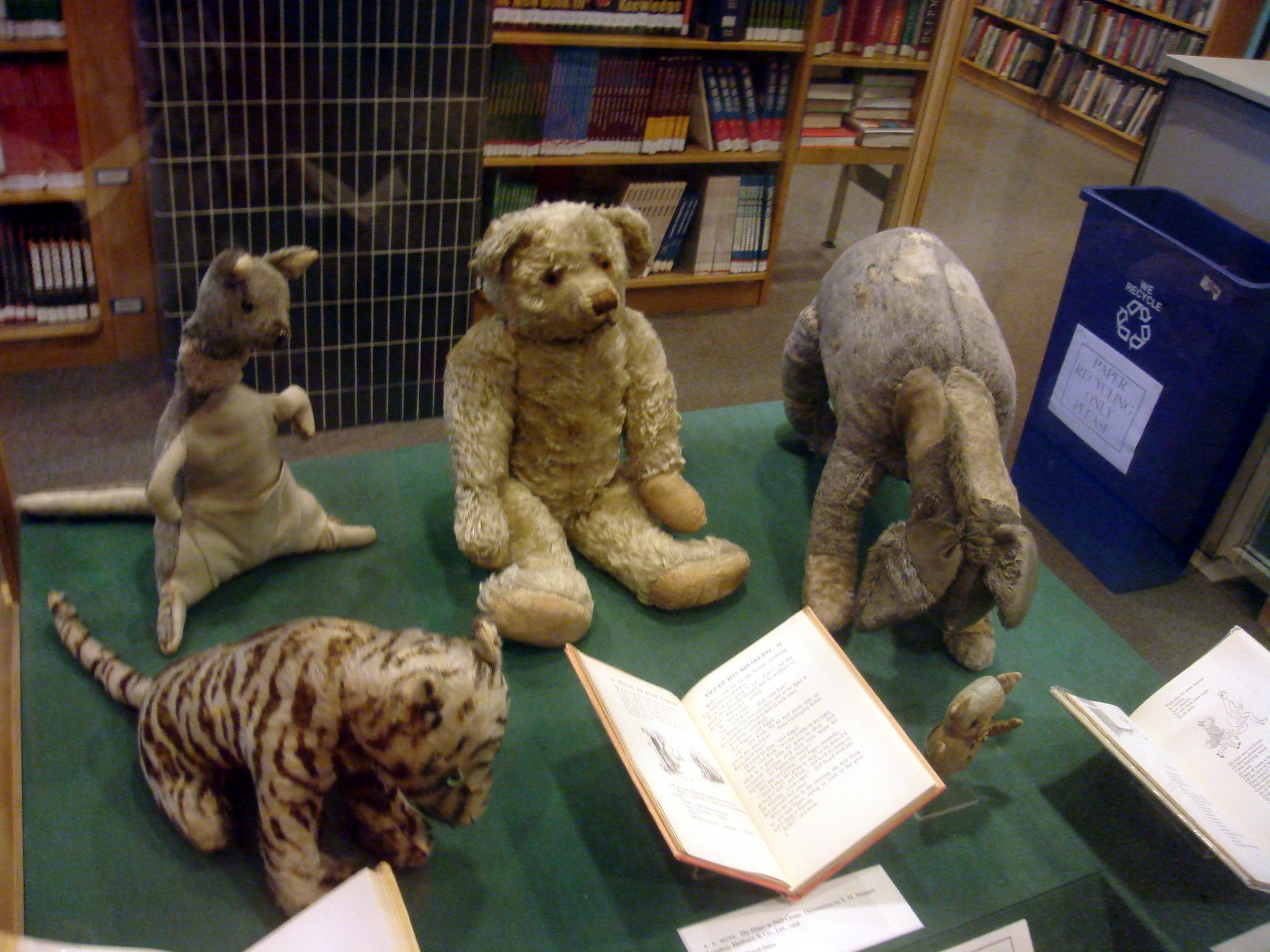
I veri peluche di proprietà di Christopher Robin Milne e presentati nelle storie di Winnie-the-Pooh. Sono stati esposti nella New York Public Library di New York City dal 1987, con l'eccezione di Roo, che è stato perso quando Milne era molto giovane. Secondo il sito web della Biblioteca pubblica di New York, gli articoli sono stati esposti al Children's Center in 42d Street, nel "ramo principale" della biblioteca (l'edificio di Stephen A. Schwarzman sulla Fifth Avenue e sulla 42nd Street) dall'inizio del 2009.

Nacque all'11 di Mallord Street, a Londra (nel villaggio di Chelsea), alle 8 del mattino del 21 agosto 1920, figlio di Alan Alexander Milne e Daphne. Per oltre 8 anni, fino al maggio del 1930, Christopher rimase in collegio.
Al suo primo compleanno ricevette in regalo un orsacchiotto della ditta Alpha Farnell, che in seguito chiamò Edward. Milne, il padre di Christopher, trasse ispirazione per il personaggio di Winnie-the-Pooh, sia da questo orsacchiotto, che da un vero orso canadese di nome Winnipeg (chiamato così in onore dell'omonima città), osservato allo Zoo di Londra.
La casa di Alan Alexander Milne, conosciuta con il nome Cotchford Farm, risale al 1600. È ubicata nell'East Sussex, all'interno dell'Ashdown Forest ed acquistata da Milne nel 1925.

## Opere
- (EN)  The Enchanted Places, Methuen, 1974, ISBN 978-0-14-003449-3;
- (EN)  Path Through the Trees, Dutton, 1979, ISBN 978-0-525-17630-5;
- (EN)  Hollow on the Hill, Methuen, 1982, ISBN 978-0-413-51270-3;
- (EN)  The Windfall, Methuen, 1985, ISBN 0-413-58960-9;
- (EN)  The Open Garden, Methuen, 1988, ISBN 0-413-40800-0.